# 矢仓笔螺
矢仓笔螺（学名：Scabricola yagurai），是新腹足目笔螺科粗笔螺属的一种。主要分布于台湾，常栖息在浅海沙底。